# Diga di Buldan
La diga di Buldan è una diga della Turchia. Si trova nel distretto di Buldan nella provincia di Denizli.